# Aeroporto de Phu Quoc
O Aeroporto de Phu Quoc (IATA: PQC, ICAO: VVPQ) (em vietnamita: Sân bay Phú Quốc) situa-se em Phu Quoc, província de Kien Giang, ilha Đồng Bằng Sông Cửu Long, Vietnã. É o maior dos quatro aeroportos que servem a província de Kien Giang, na região do Delta do Rio Mekong.

## Linhas aéreas e destinos
- Vietnam Airlines - Aeroporto Internacional Tan Son Nhat (Cidade de Ho Chi Minh)
- Vietnam Airlines - Aeroporto Internacional Can Tho (Can Tho)
- Vietnam Airlines - Aeroporto de Rach Gia (Rach Gia)
- Air Mekong - Aeroporto Internacional Noi Bai (Hanoi)